# میریک
روستای میریک ، روستایی است در دهستان شاخن از توابع بخش مرکزی شهرستان بیرجند، واقع در استان خراسان جنوبی که بر اساس سرشماری سال ۱۳۸۵ مرکز آمار ایران، جمعیت آن بالغ بر ۱۰۹۵ نفر بوده‌است.